# Bab Charki

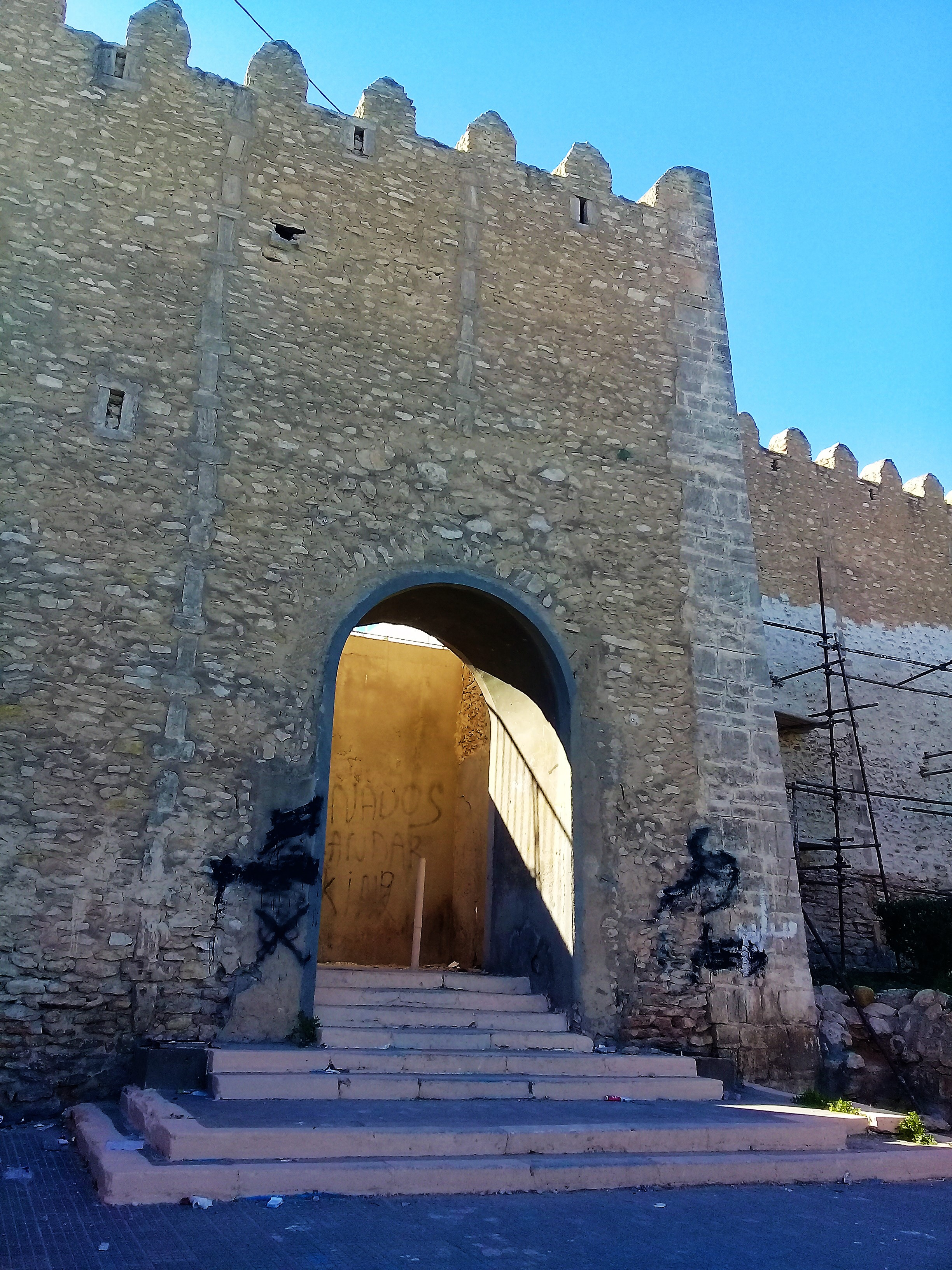
Bab Charki

Bab Charki (arabisch الباب الشرقي, DMG al-Bāb aš-Šarqī) ist eines der Eingangstore der Medina von Sfax. Entsprechend seinem Namen befindet es sich in der Mitte der östlichen Stadtmauer und öffnet sich zum Jardin d’Oran und den Gebäuden der Tunesischen Staatsbahn auf der gegenüberliegenden Seite des Boulevard de l’Armée nationale.
Auf der Innenseite führt das Tor über eine Treppe auf die Rue de la Driba. Der einfache Rundbogen des Tors stellt den östlichsten Punkt der Ost-West-Mittelachse durch die Medina dar, die das Stadtgefüge in Längsrichtung teilt.
Bab Charki ist das jüngste Eingangstor aus dem März 1965 und soll zur Entlastung des Gebiets beitragen und den Zugang zur Neustadt erleichtern.